# William Railton
William Railton (Clapham, 14 maggio 1800 – Brighton, 13 ottobre 1877) è stato un architetto inglese del XIX secolo,  meglio conosciuto come il progettista della Colonna di Nelson. Ha lavorato a Londra, con uffici in 12 Regent Street per gran parte della sua carriera.
Fu un alunno dell'architetto William Inwood. Ha costruito varie grandi case e nel periodo tra il 1838 e il 1848, ha lavorato come architetto, ma il suo lavoro non è stato apprezzato in quel periodo. Ha vinto il quarto premio al concorso per il Palazzo di Westminster e il primo posto al concorso per il progetto del monumento all'ammiraglio Nelson a Trafalgar Square. È l'autore della chiesa di St. Paul a Woodhouse Eaves e la Chiesa della Santissima Trinità a Minwood, Leeds.